# 75570 Jenőwigner
75570 Jenőwigner è un asteroide della fascia principale. Scoperto nel 2000, presenta un'orbita caratterizzata da un semiasse maggiore pari a 3,1156915 UA e da un'eccentricità di 0,1296347, inclinata di 5,09708° rispetto all'eclittica.